# Charaxes solon
Charaxes solon är en fjärilsart som beskrevs av Fabricius 1793. Charaxes solon ingår i släktet Charaxes och familjen praktfjärilar. Inga underarter finns listade i Catalogue of Life.

## Bildgalleri

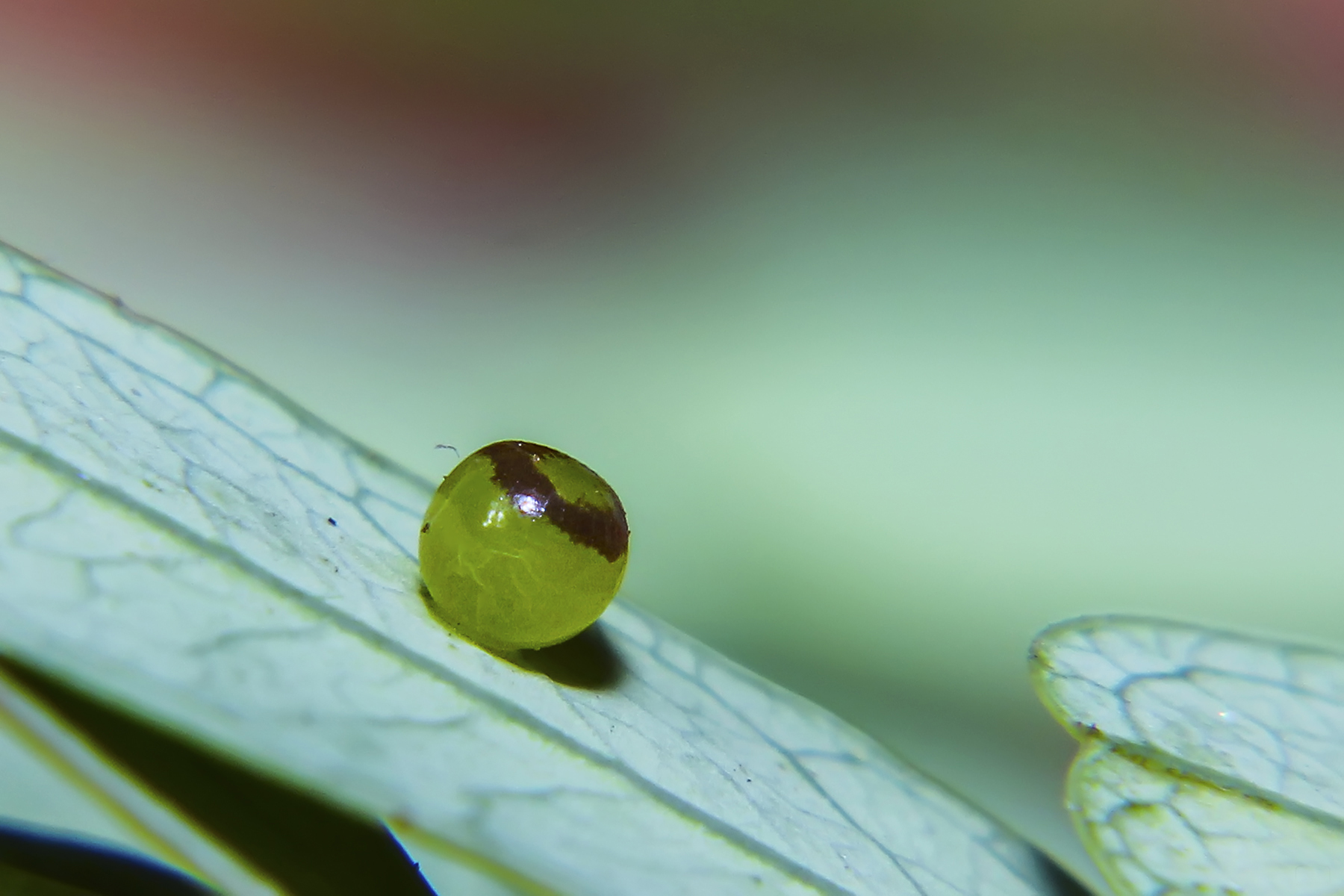
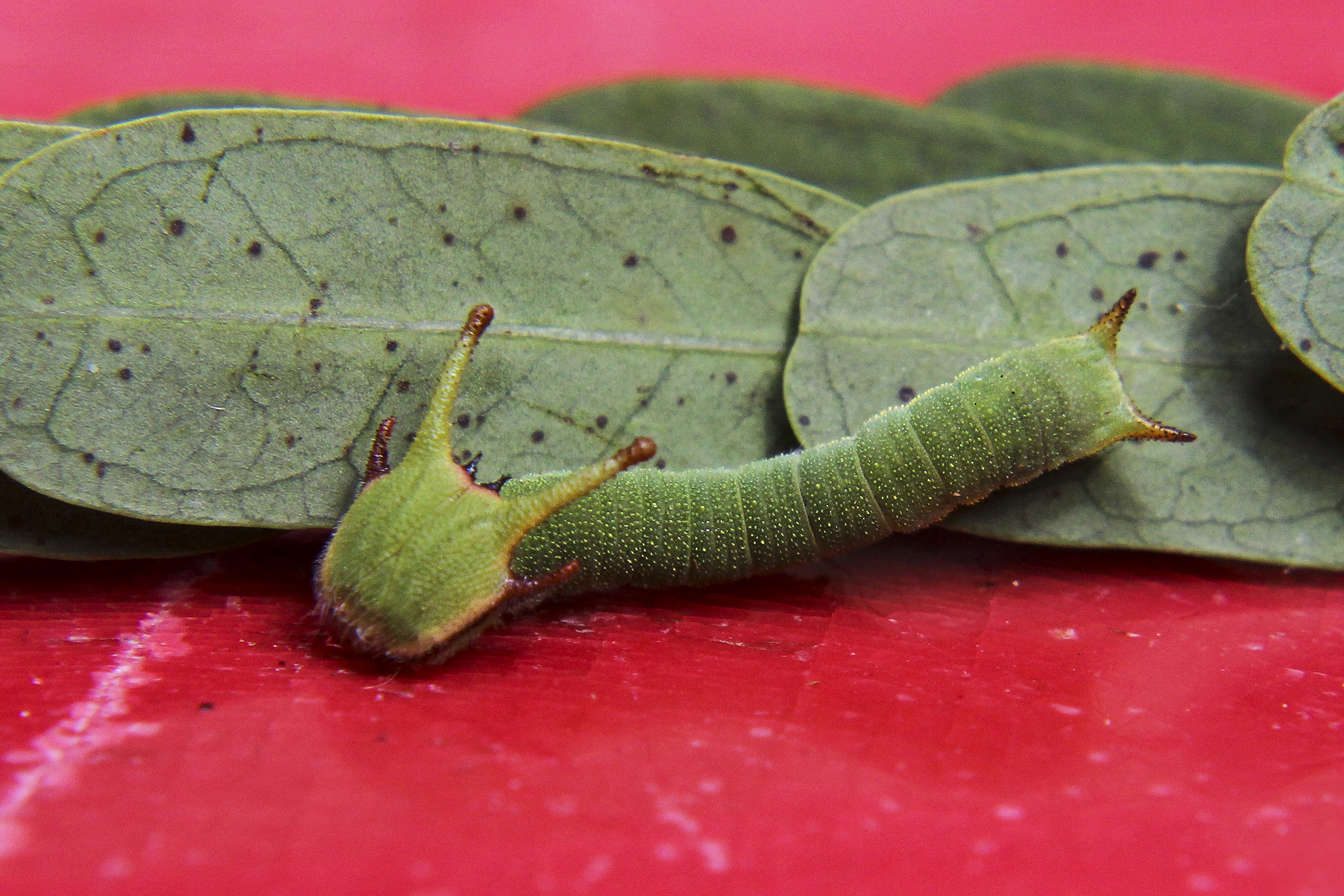
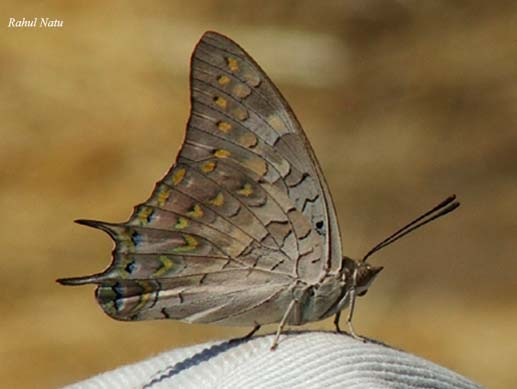
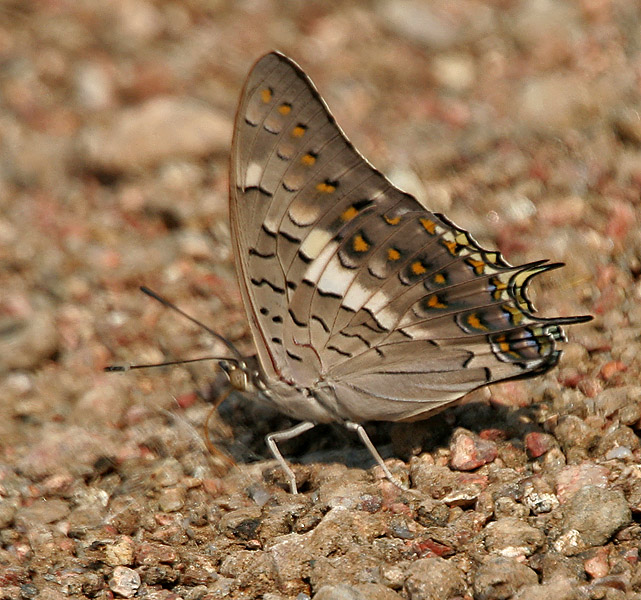
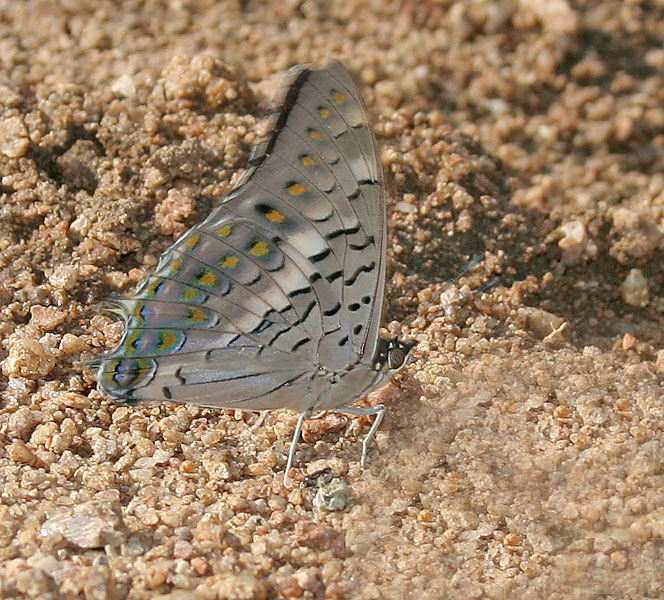
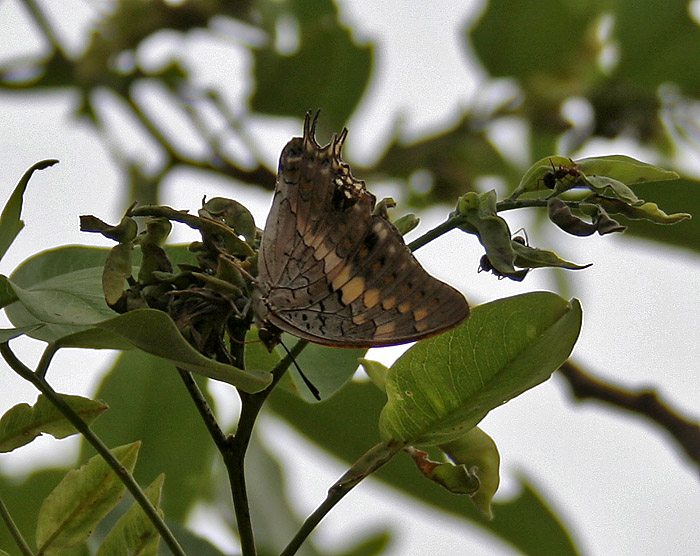
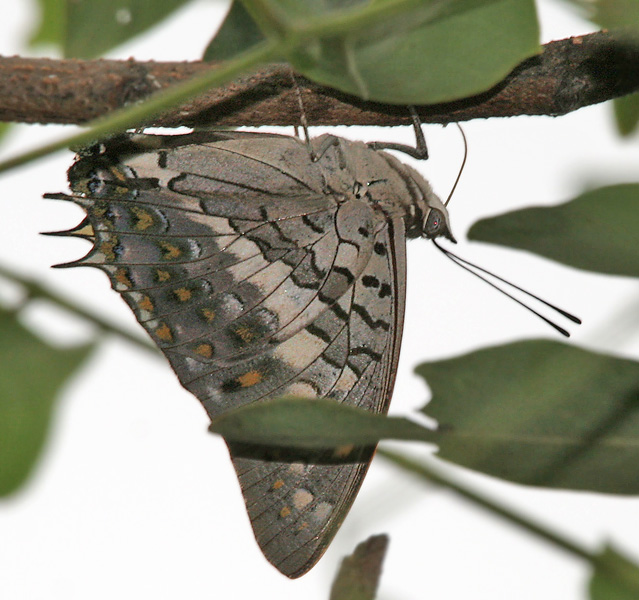
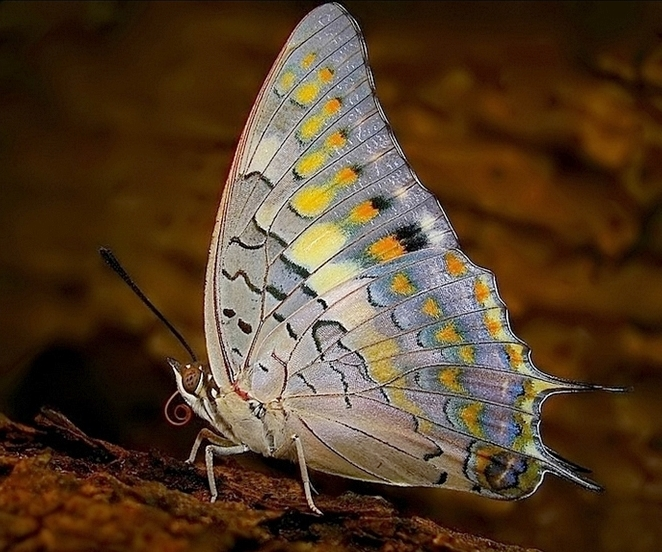